# Nieuwendijk (Altena)
Nieuwendijk is een plaats in de Nederlandse gemeente Altena in de provincie Noord-Brabant. Nieuwendijk heeft 3.675 (1 januari 2023) inwoners in 1556 woningen en twee woonarken.
Het dorp is gelegen ten oosten van de Biesbosch. Het behoorde vanouds tot het Graafschap Holland.
Buurtschap Kille ligt tegen Nieuwendijk aan en behoorde van 1814-1950 tot de gemeente De Werken en Sleeuwijk, dat gemeente Werkendam werd. Nieuwendijk daarentegen behoorde deels tot Emmikhoven en Waardhuizen, en deels tot Almkerk en Uitwijk. In 1879 werden deze samengevoegd tot Almkerk en bijbehorende gebieden. Deze gemeente werd in 1973 gesplitst, waarbij Nieuwendijk bij Werkendam werd gevoegd. Per 1 januari 2019 fuseerden de drie in Het Land van Heusden en Altena gelegen gemeenten (Werkendam, Aalburg en Woudrichem) en ontstond de nieuwe gemeente Altena. De naam werd door de bevolking voorgesteld en gekozen.

## Geschiedenis
Vroeger lag hier een grote polder, de Grote Waard. De Sint-Elisabethsvloed heeft in 1421 een dikke kleilaag, estuariumsediment, in feite zeeklei, afgezet. Hierdoor zijn sporen van vroegere bewoning verdwenen. In 1461 werd, door de aanleg van de Kornsedijk, het oostelijk deel van het Land van Altena weer aan het water onttrokken.
In 1646 werd opnieuw een dijk aangelegd, westelijk van de Kornsedijk. Dit werd de nieuwe grens van de Biesbosch. Op het nieuw gewonnen stuk land, het Nieuwland van Altena, werden het dorp Nieuwendijk en de buurtschap Kille gesticht. Tijdens de Watersnood van 1953 brak de dijk door, waardoor grote schade in Nieuwendijk ontstond. De Haringvlietdam, waarvan het belangrijkste deel werd voltooid in 1970, moet herhaling van dergelijke rampen in de toekomst voorkomen.

### Kerkelijk
Een aantal hervormden was betrokken bij de Afscheiding van 1834 en sloot zich er in 1836 bij aan. Deze afgescheidenen, onder leiding van ds. George Gezelle Meerburg werden van overheidswege tegengewerkt, maar kregen uiteindelijk toestemming om in Kille in een schuur bijeen te komen. Dit mocht echter geen godsdienstoefening heten en de predikant mocht er niet bij aanwezig zijn. Deze schuur was aldus de eerste kerk van Nieuwendijk en deed dienst tot 1873. Bij de watersnoodramp van 1953 werd ze echter verwoest. Met het aantreden van Koning Willem II in 1840 werd de situatie milder en werd Gezelle Meerburg als predikant van de Christelijke Afgescheiden Gemeente van De Werken en Sleeuwijk erkend. Ook in Nieuwendijk konden nu samenkomsten worden georganiseerd. Ook de Afgescheidenen kregen onderling conflicten, maar in 1854 kwamen de verschillende facties weer tot elkaar.
In 1873 kwam er een echt kerkgebouw en in 1874 werd de Gemeente der Afgescheidenen, tot dan toe bestaande uit Almkerk en Emminkhoven (Nieuwendijk en Kille), gesplitst. De Gemeente waartoe Nieuwendijk en Kille behoorden telde toen 700 lidmaten. In 1886 kwamen daar de volgelingen van de Doleantie nog bij. De Afgescheidenen werden aldus lid van de Gereformeerde Kerken in Nederland. Het ledental groeide en in 1878 werd er alweer een nieuwe kerk gebouwd die in de daaropvolgende jaren nog werd vergroot. De Hervormden echter, kerkten in Werkendam of in Almkerk. Pas sedert 1943 werden er in Nieuwendijk Hervormde diensten gehouden in het dorpshuis. In 1961 kwam er ook voor de Hervormden een eigen kerkgebouw. Het aantal Gereformeerden lag met 1850 echter ruim boven dat der Hervormden, dat 293 bedroeg.

## Economie
Vanouds was Nieuwendijk een dorp van dijkwerkers en rietsnijders. De Biesbosch leverde de grondstof. Als het rietland na verloop van tijd opgehoogd was tot boven de vloedlijn, werd de grond in griend omgezet. Dit was het domein van de griendhakkers. Alle transport diende per boot te geschieden, aangezien er geen wegen waren en de bodem uiterst modderig was. Om deze reden bleven de griendhakkers vaak dagenlang in de Biesbosch, huizend in primitieve onderkomens zoals boten en keten. De keten, hoewel staatseigendom, waren zeer slecht en regen en sneeuw hadden er soms vrij toegang. Hoewel het publiek reeds in 1906 opmerkzaam was gemaakt omtrent deze omstandigheden, duurde het nog tot de jaren 30 van de 20e eeuw voordat er enige verbetering optrad. Uiteindelijk verdween de riet- en griendcultuur door de afsluiting van het Haringvliet (1970). Veel Nieuwendijkers waren als steenzetter werkzaam bij de Deltawerken.
Uiteraard is ook de landbouw op de zware zeeklei van belang, zowel in de Biesboschpolders als in de directe omgeving van Nieuwendijk.

### Winkelen
Nieuwendijk beschikt over een klein winkelcentrum. De weekmarkt is op donderdagmiddag van 14:00 tot 17:00 uur.

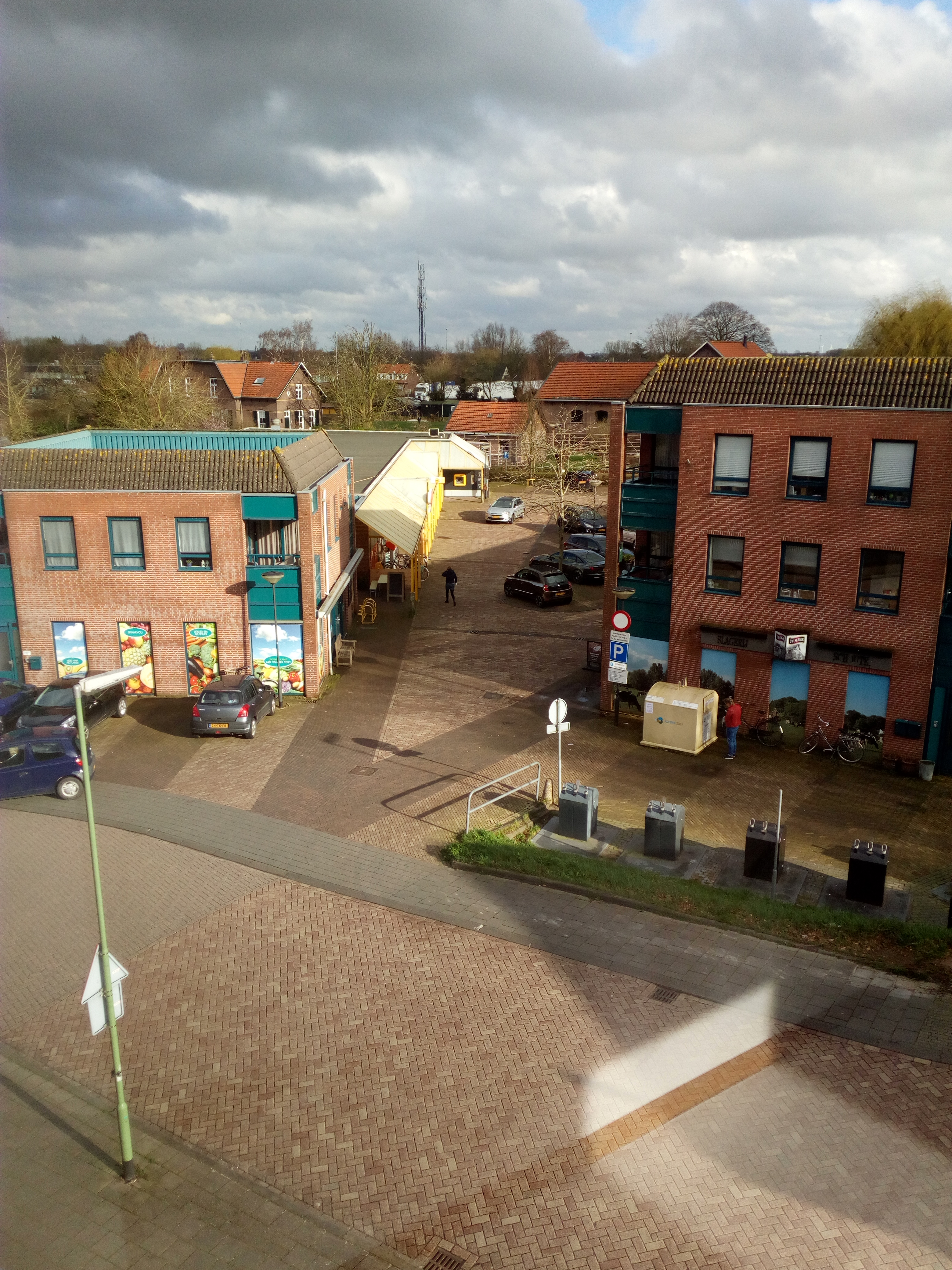
Zicht op ingang naar Winkelcentrum Nieuwendijk
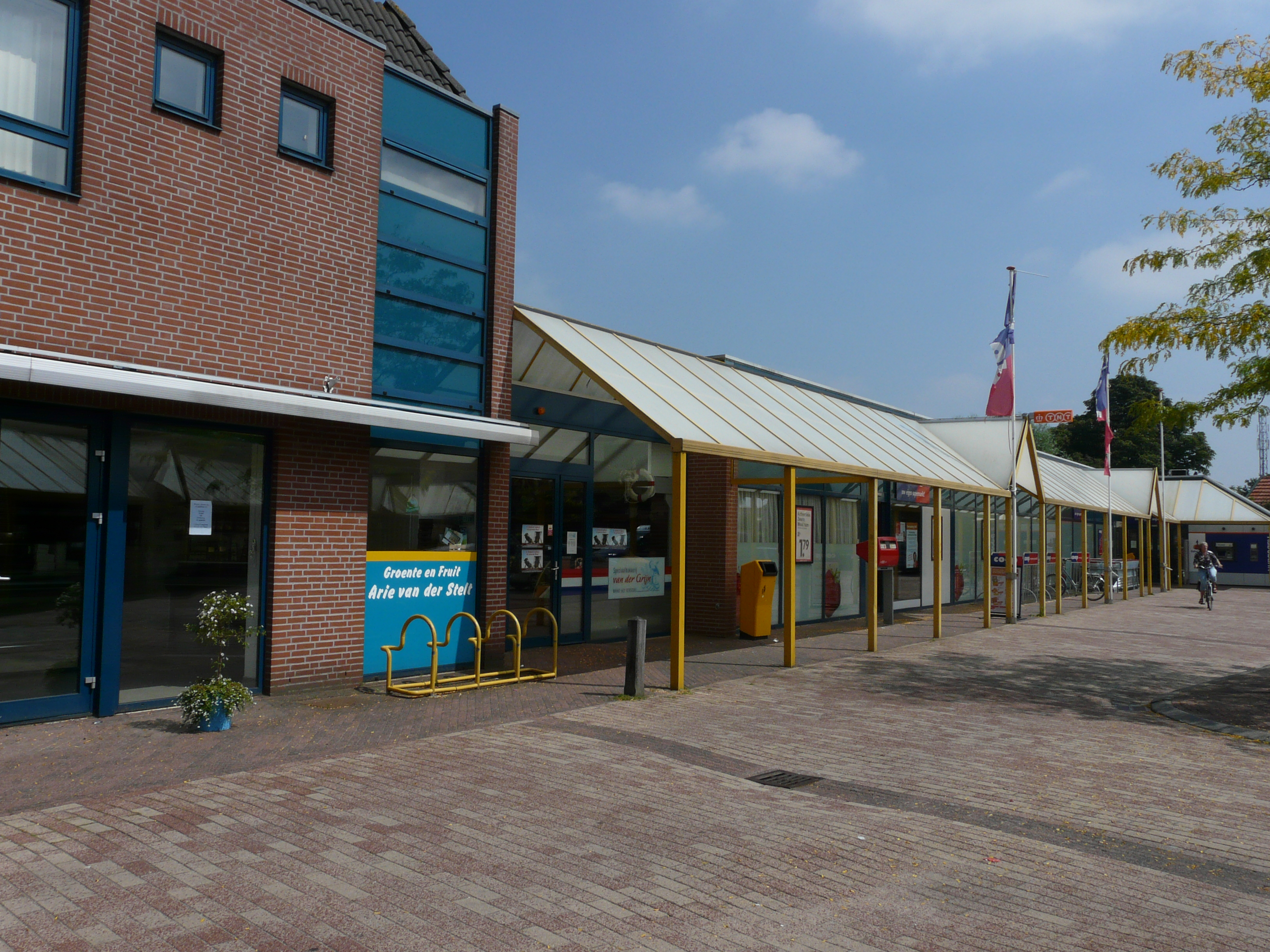
Winkelcentrum zicht vanaf ingang
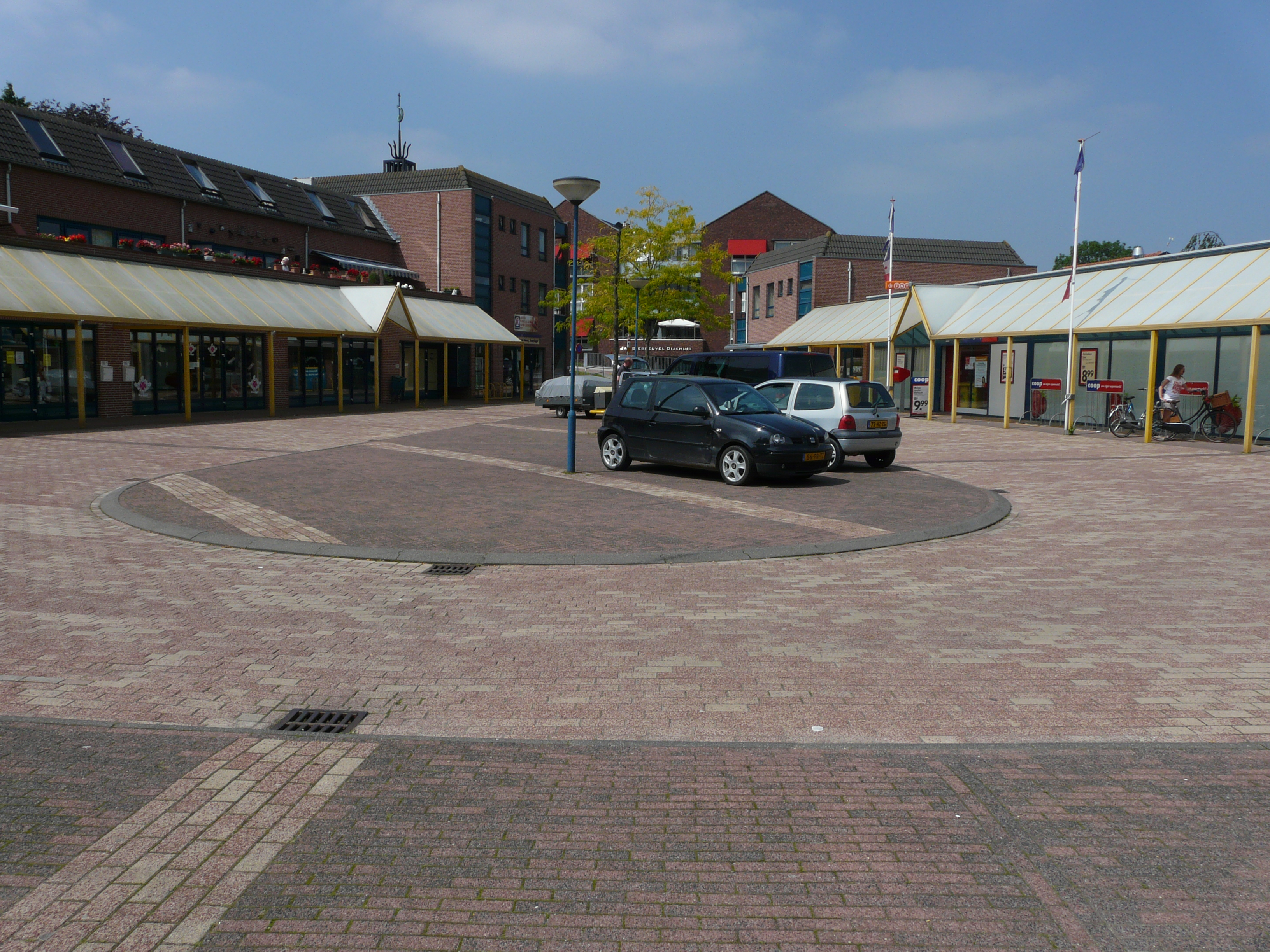
Winkelcentrum zicht vanaf de parkeerplaatsen

## Bezienswaardigheden
Als bezienswaardig gelden de overblijfselen van de Nieuwe Hollandse Waterlinie; onder andere de Papsluis), fort Werk aan de Bakkerskil en Fort Altena. Ze liggen enkele kilometers ten noorden van Nieuwendijk.

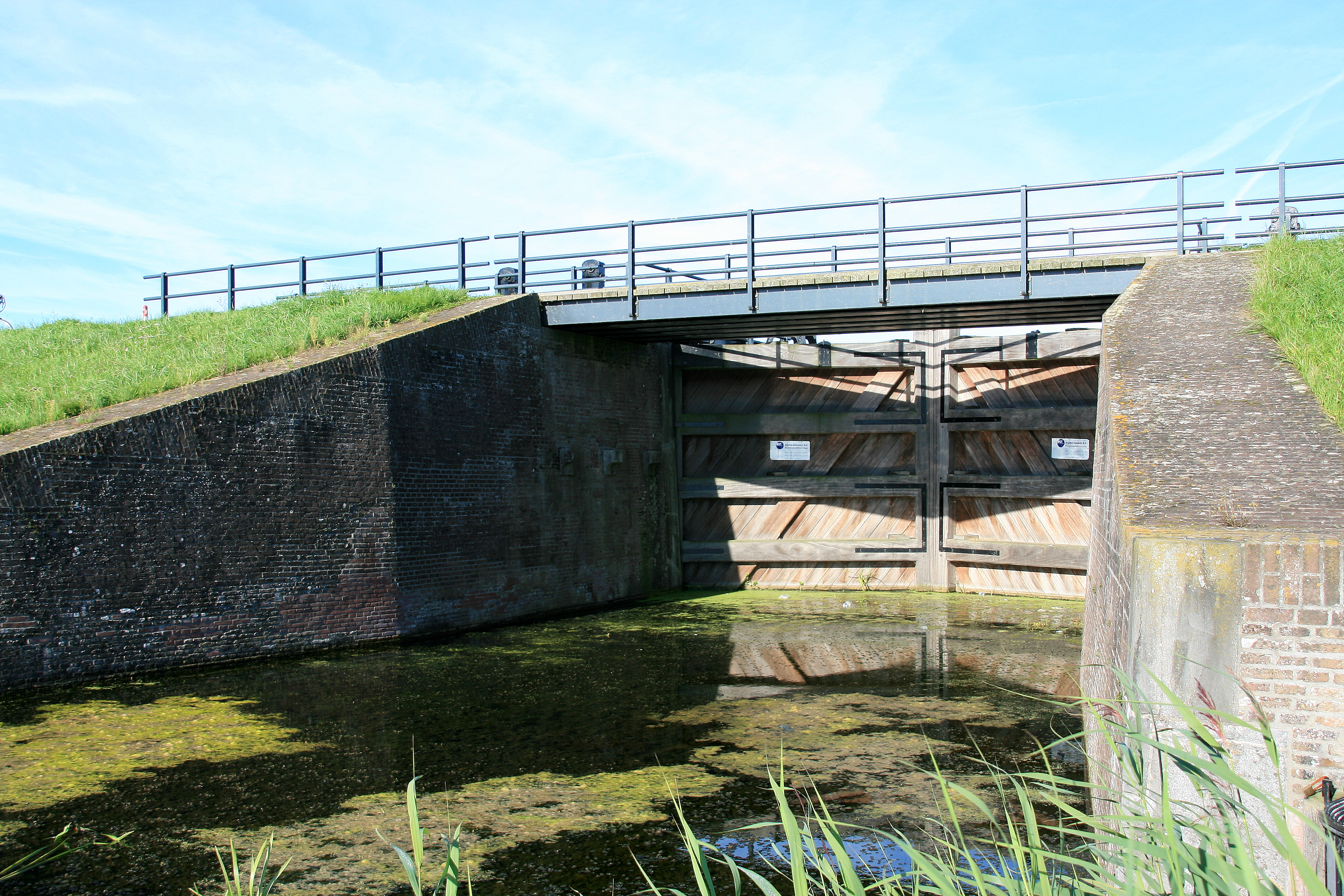
Papsluis zicht vanaf onderzijde talud
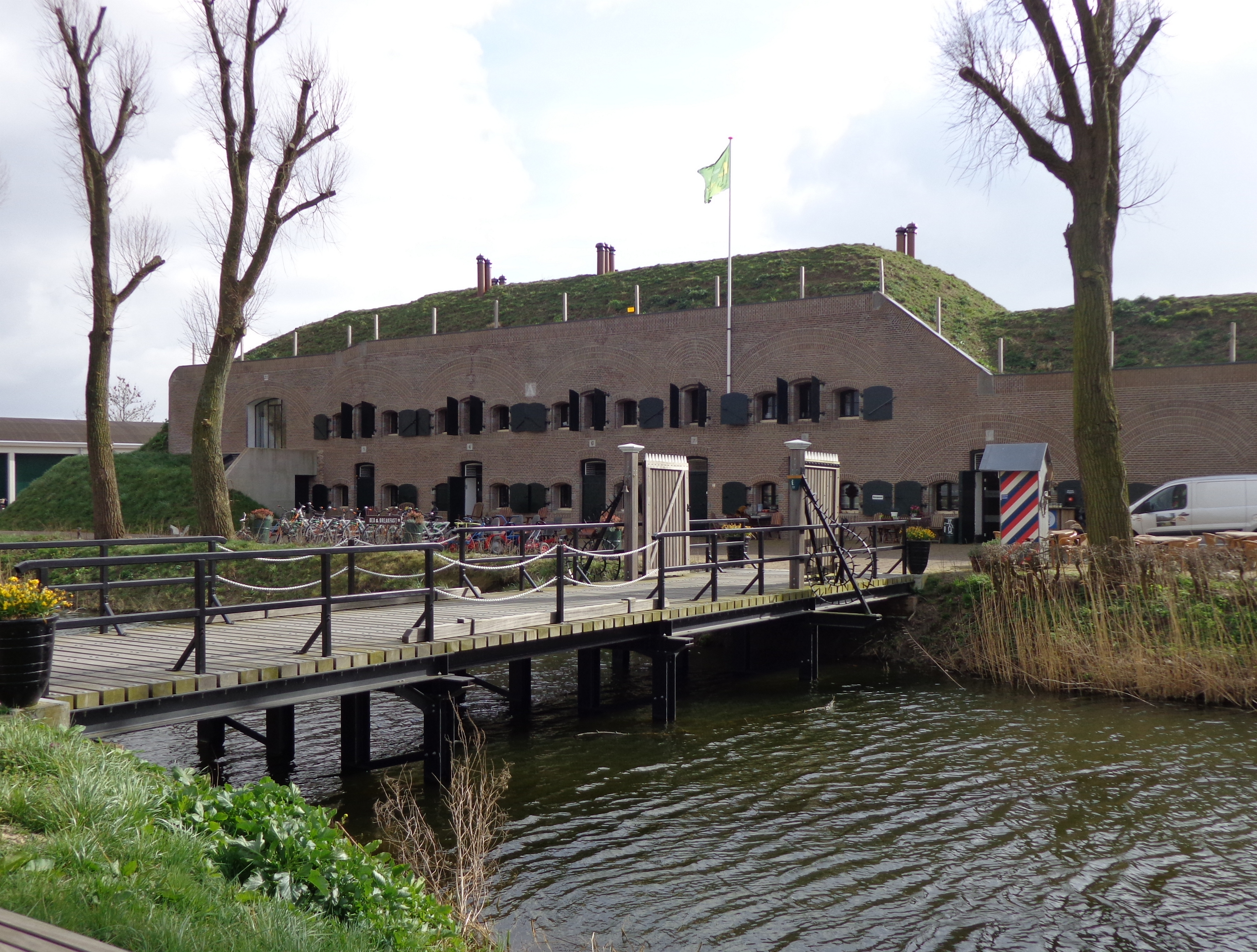
Werk aan de Bakkerskil
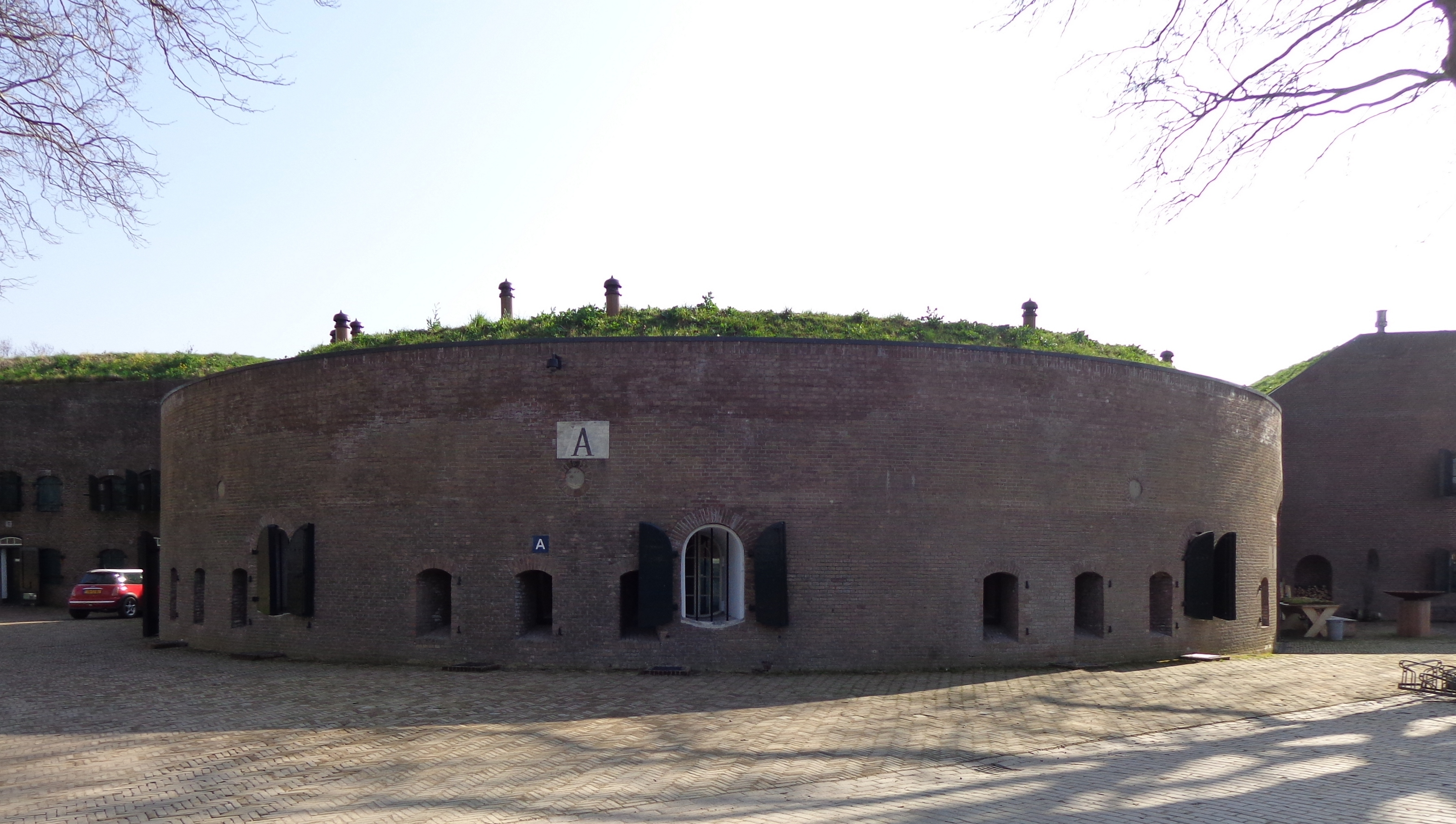
Fort Altena A Torenfort

Zie ook:
- Lijst van rijksmonumenten in Nieuwendijk
- Lijst van gemeentelijke monumenten in Nieuwendijk

## Kerken
- Gereformeerde kerk uit 1878, aan de Kerkweg 3, in 1964 voorzien van een nieuwe modernere gevel en toren, met een orgel uit 1960, gebouwd door firma Gebr. Van Vulpen.[3][4]
- Hervormde kerk De Ark, uit 1958, aan de Biesboschstraat 18, met een orgel uit 1966, gebouwd door de firma B. Pels & Zoon.[5]

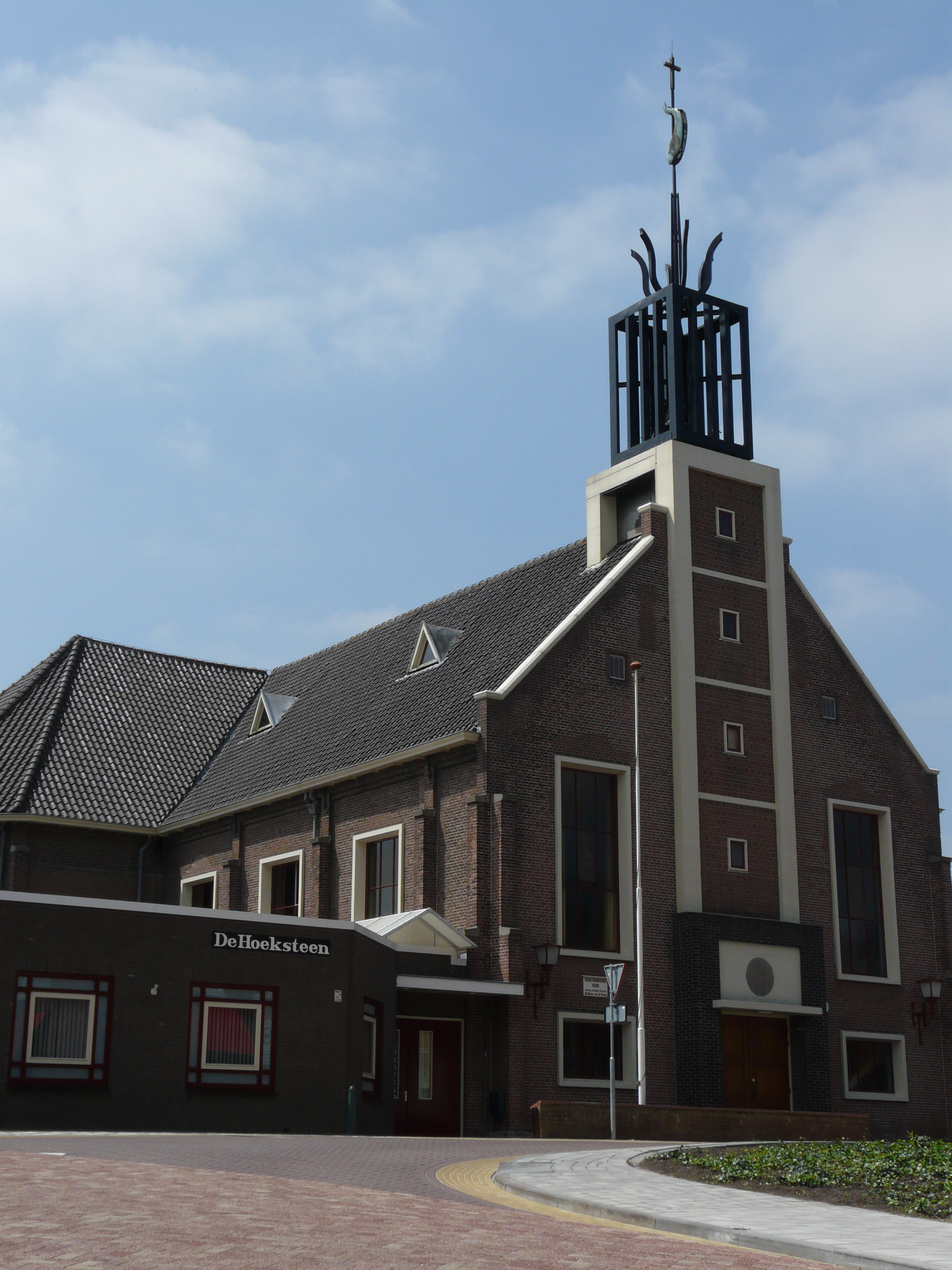
Gereformeerde kerk
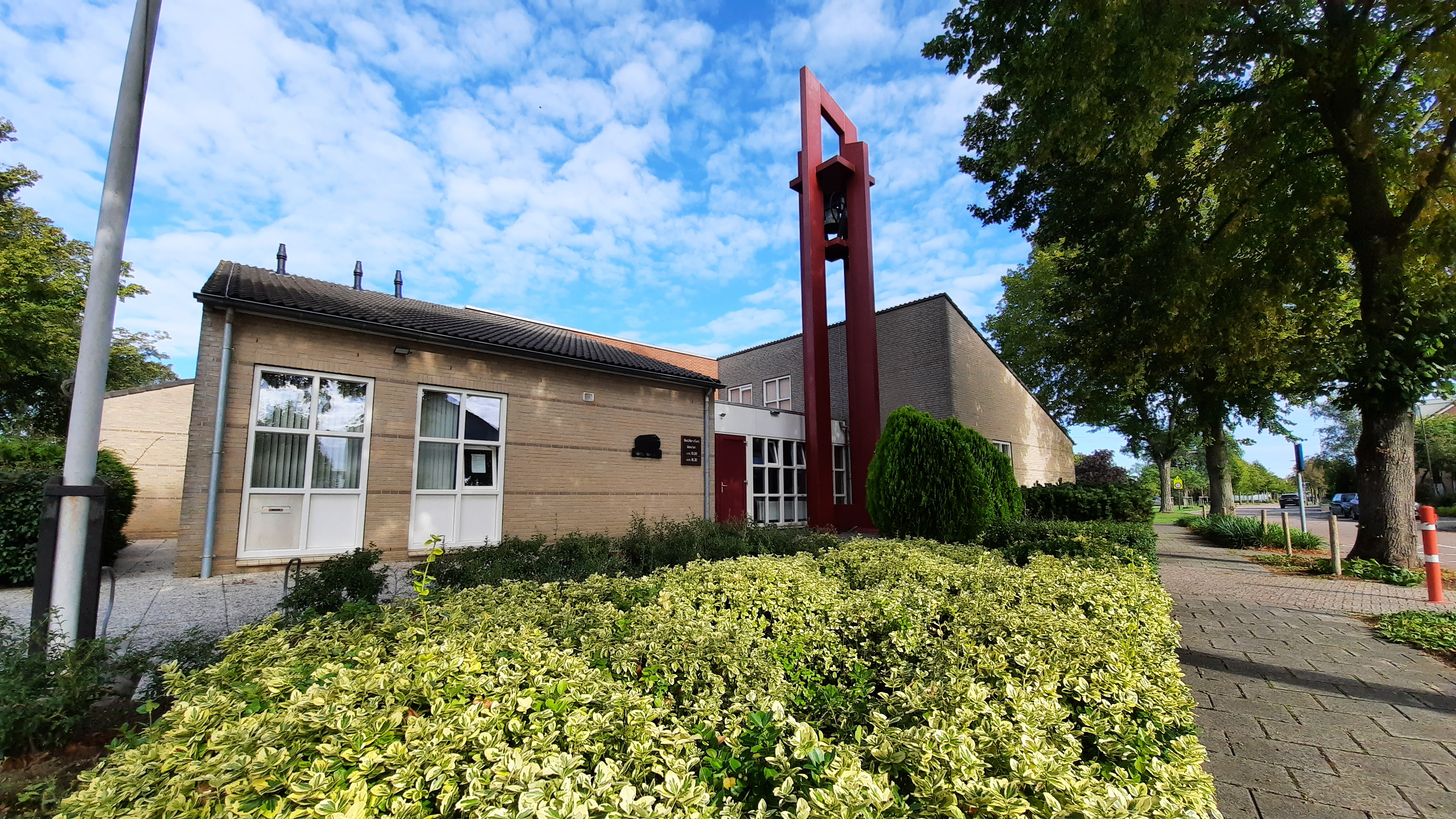
Hervormde kerk te Nieuwendijk

## Natuur en landschap
Nieuwendijk ligt ten oosten van de Bakkerskil, een watergeul die lang de oostgrens van de Biesbosch loopt. Een andere waterloop is de Gantel, die ten oosten van het dorp loopt. Ook de Alm loopt ten oosten van het dorp, hoewel een klein deel (dat niet meer in verbinding staat met de rest van het riviertje) binnen de bebouwde kom van Nieuwendijk loopt.

## Onderwijs
- Chr. Basisschool de Regenboog
- Voormalige jongenskostschool Instituut Hasselman

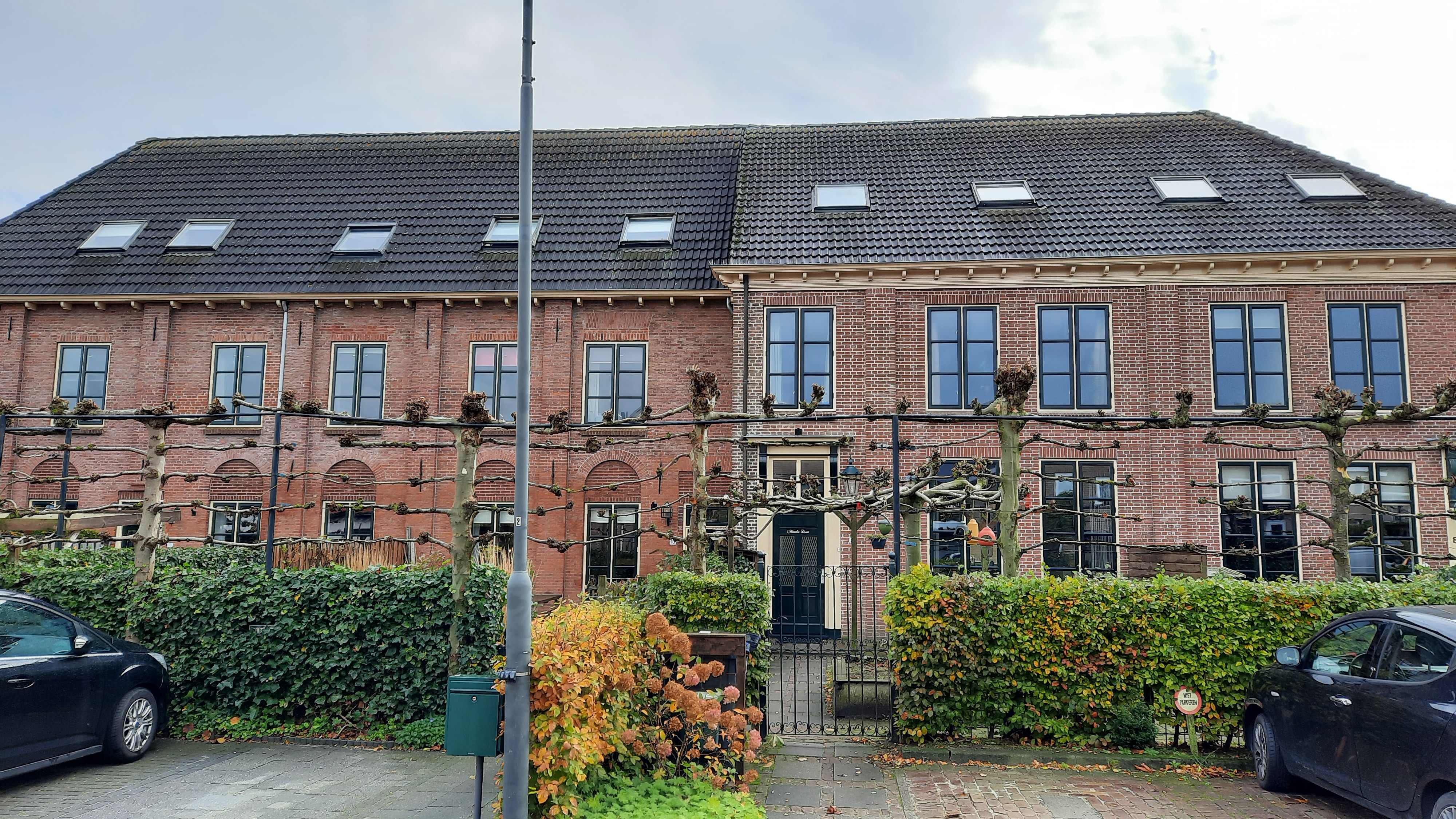
Voormalig instituut Hasselman in Nieuwendijk

## Verenigingen
- VV Altena (voetbalvereniging)
- T.V. De Hei (tennisvereniging)[6]
- P.V. tot Weerziens (postduiven vereniging)[7]
- Volleybalvereniging Voltena
- Visclub het Palingparadijs
- IJsclub de Eendracht
- Jongerenvereniging De Chute
- Fanfare O.N.S. (Overwinning Na Strijd)[8]
- Popkoor A27
- Music’scool Nieuwendijk[9]
- Mannenkoor Onderling Genoegen[10]
- Accordeonvereniging Altena Musica[11]
- Fotoclub Image Totaal[12]
- Particuliere Begraafplaats "Onderlinge Hulp"[13]

## Voorzieningen
- WOZOCO (woon zorg complex) Jan Biesheuvel Dijkhuis
- Woon-/Zorgcentrum Altenastaete[14]
- Dienstencentrum de Singel
- Sporthal de Iris
- Bibliotheek[15]
- Dorpshuis Tavenu
- Poppodium Xinix[16]
- Dierencrematorium Cinta[17]

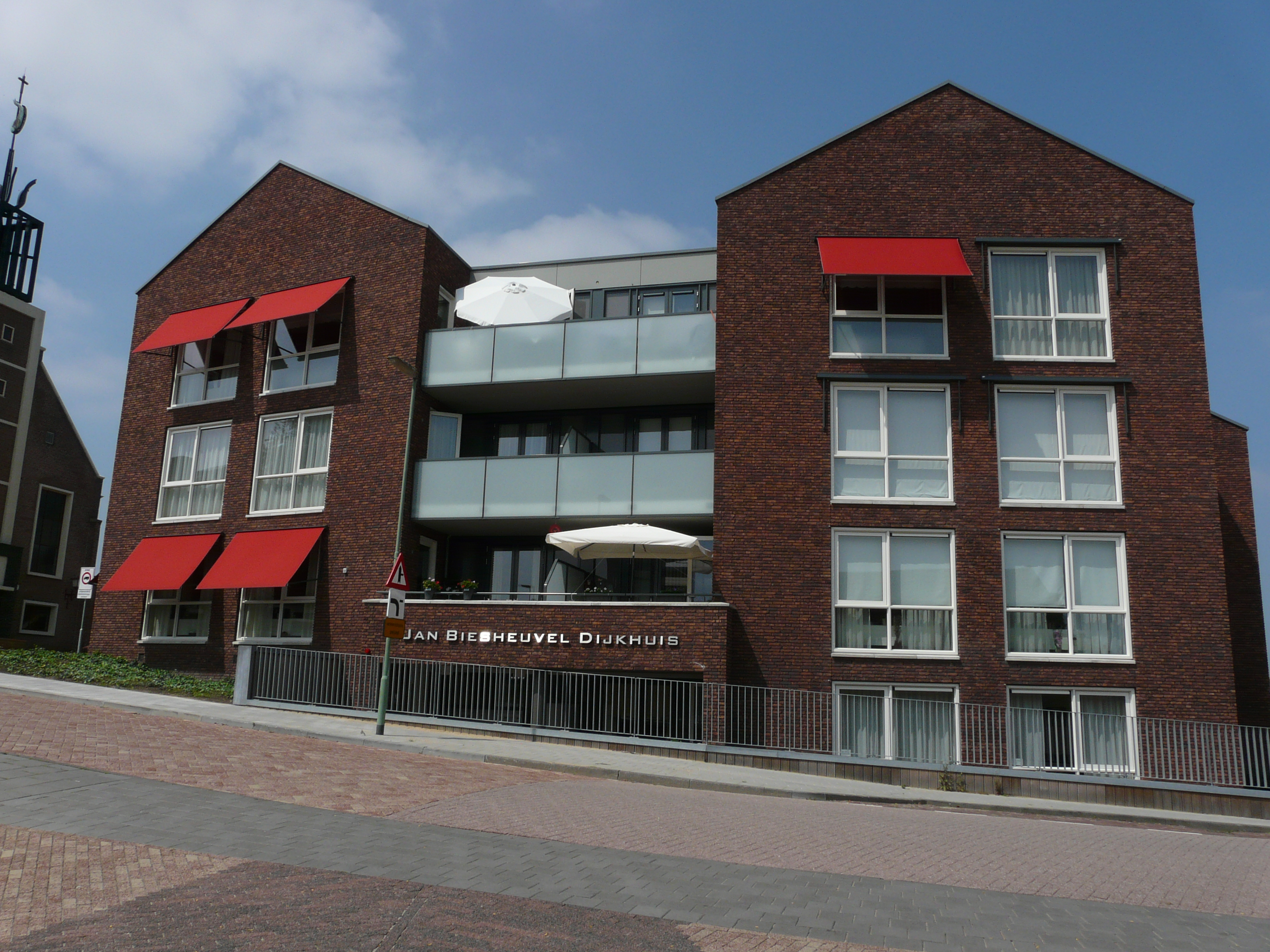
Jan Biesheuvel Dijkhuis
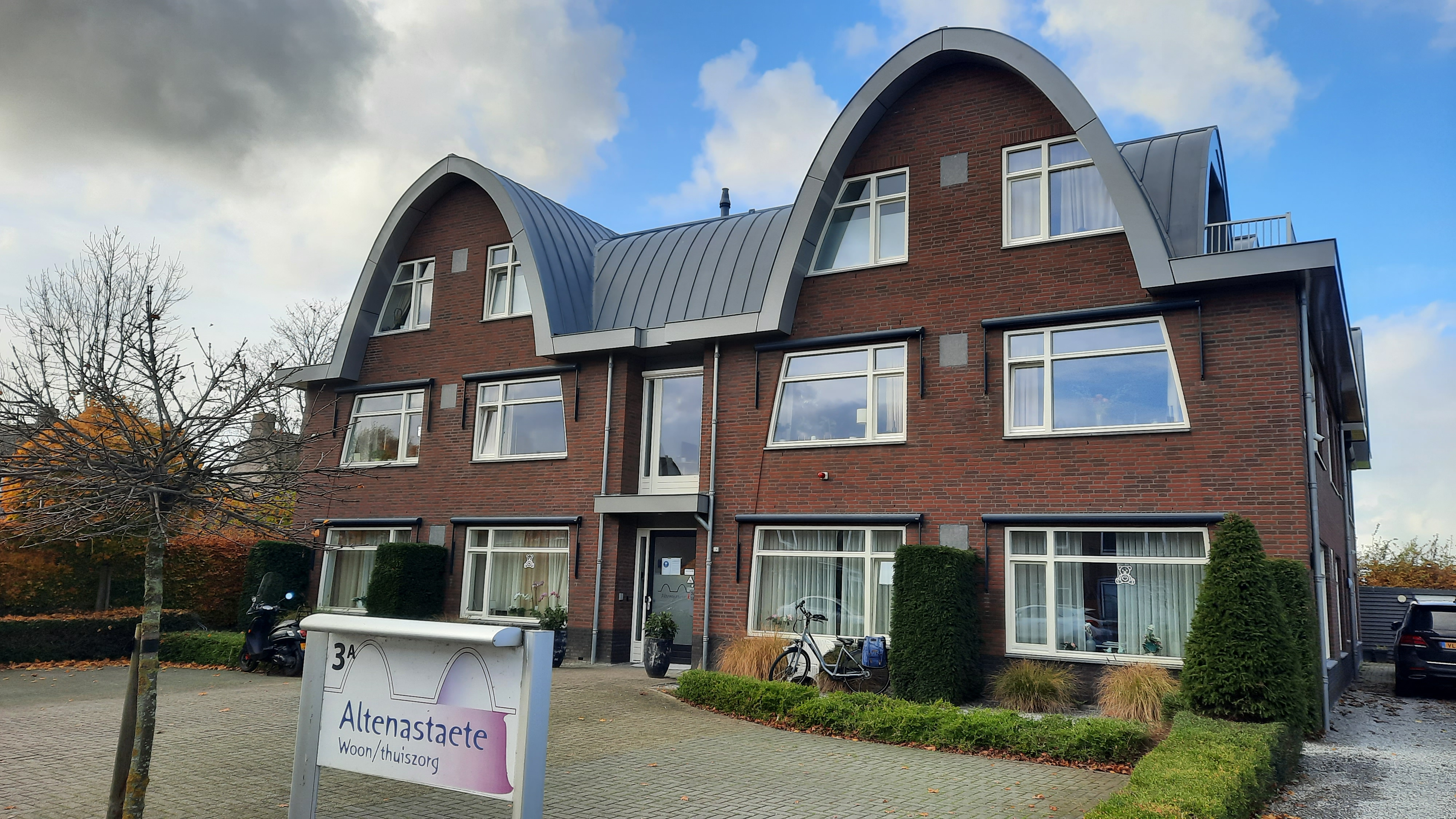
Woon-/Zorgcentrum Altenastaete
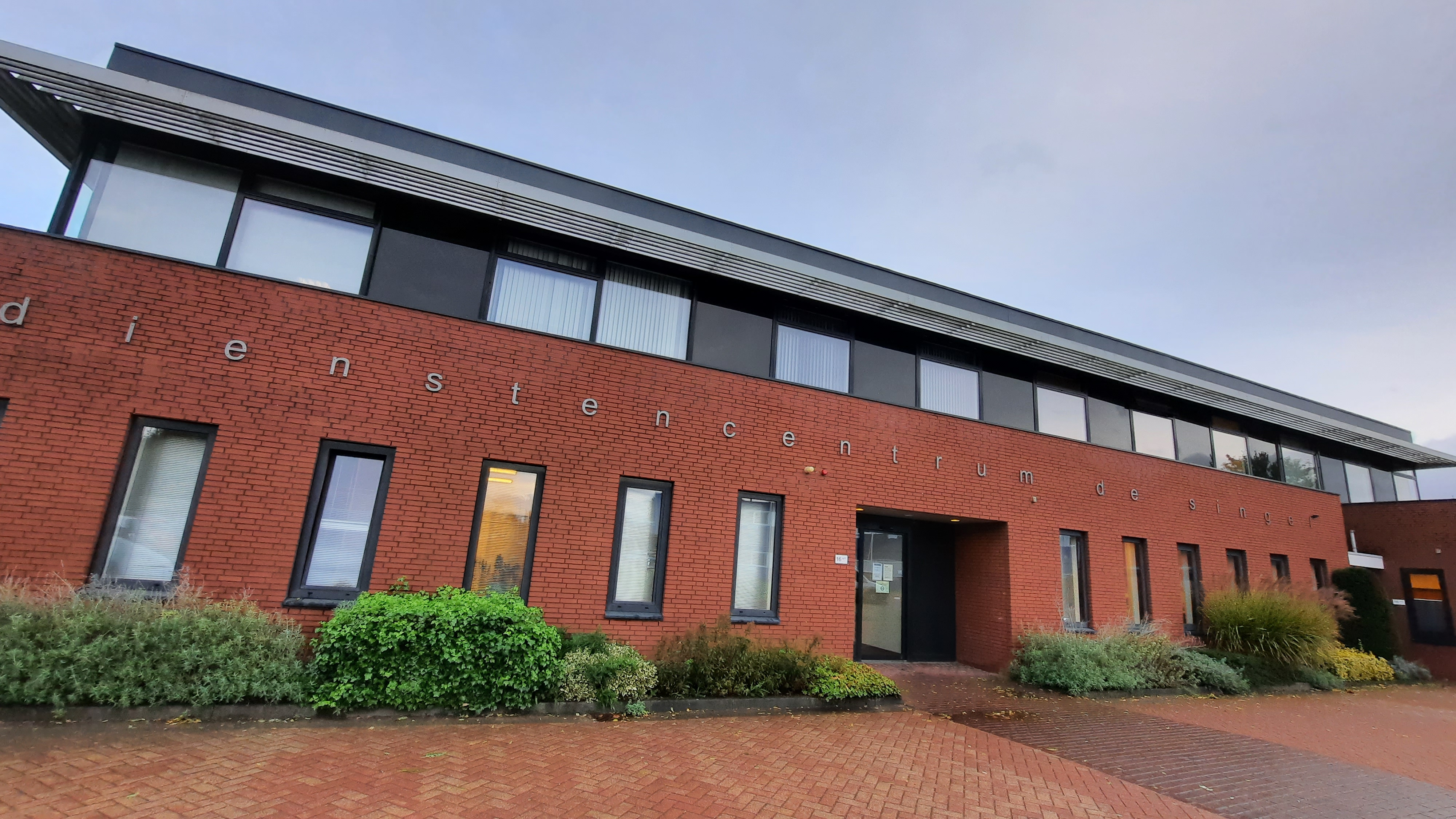
Dienstencentrum "de Singel"
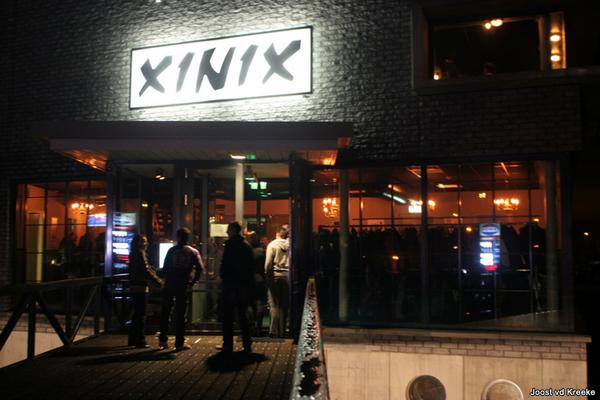
Poppodium Xinix

## Geboren in Nieuwendijk
- Douwe Klaas Wielenga (1880-1942), zendeling op Soemba
- Lucas Rijneveld (1991), schrijver en dichter

## Vervoer
De rijksweg A27 die sinds 1963 bij Gorinchem de Merwede oversteekt over de Merwedebrug, loopt rakelings langs de dorpskern. De afrit van de snelweg liep regelrecht de hoofdstraat in, totdat in de jaren 90 600 meter zuidelijker een nieuwe afrit werd gebouwd. De N322, plaatselijk bekend als de Doornseweg, leidt vanaf hier naar het even verderop gelegen Almkerk.
Sinds maart 2014 is er een rechtstreekse busverbinding vanuit Nieuwendijk naar Gorinchem, Utrecht, Breda en Oosterhout.
In de visienota "Breda-Utrecht: de vergeten corridor" krijgt Nieuwendijk een belangrijke plaats in de directe omgeving. Onderzocht is om vlak langs het dorp bij de A27 een station te bouwen wat dan tweemaal per uur in beide richtingen zou worden aangedaan door een sprinter. De aanleg zou tegelijk moeten plaatsvinden met de al jaren geplande verbreding van de A27. Het plan is gesneuveld en Nieuwendijk zal het zonder station moeten doen. Uiteindelijk waren de kosten van de realisatie waarschijnlijk te hoog. De aanpassing van de A27 begon uiteindelijk in 2024.

## Nabijgelegen kernen
Hank, Werkendam, Almkerk